# Birger Cederin
Gustaf Birger Hjalmarsson Cederin (Jönköping, 1895. április 20. – Stockholm, 1942. március 22.) olimpiai ezüstérmes svéd párbajtőrvívó.